# TJ Slavoj Obecnice
TJ Slavoj Obecnice (celým názvem: Tělovýchovná jednota Slavoj Obecnice) byl český klub ledního hokeje, který sídlil v obci Obecnice ve Středočeském kraji. Založen byl v roce 2008. V roce 2009 byl do klubu sloučen příbramský B-tým a mužstvo Dobříše. Zanikl v roce 2018 po fúzi s HK Příbram 99 do jednoho týmu. V letech 2010–2018 působil ve Středočeském meziokresním přeboru, šesté české nejvyšší soutěži ledního hokeje. Klubové barvy byly modrá, bílá a černá.
Své domácí zápasy odehrával na Zimním stadionu Příbram s kapacitou 5 700 diváků.

## Přehled ligové účasti
Stručný přehled
Zdroj: 
- 2008–2009: Středočeský meziokresní přebor – sk. B (6. ligová úroveň v České republice)
- 2009–2010: Středočeský meziokresní přebor – sk. A (6. ligová úroveň v České republice)
- 2010–2014: Středočeský meziokresní přebor – sk. B (6. ligová úroveň v České republice)
- 2014–2018: Středočeský meziokresní přebor (6. ligová úroveň v České republice)

Jednotlivé ročníky
Zdroj: 
Legenda: ZČ - základní část, červené podbarvení - sestup, zelené podbarvení - postup, fialové podbarvení - reorganizace, změna skupiny či soutěže
| Česko (2008 – 2018) |                                        |           |          |                                       |               |
| Sezóny              | Soutěž                                 | Úroveň    | ZČ       | Play-off, nadstavba, sk. o udržení... | Poznámky      |
| 2008/09             | Středočeský meziokresní přebor – sk. B | 6. úroveň | 4. místo |                                       | Změna skupiny |
| 2009/10             | Středočeský meziokresní přebor – sk. A | 6. úroveň | 2. místo |                                       | Změna skupiny |
| 2010/11             | Středočeský meziokresní přebor – sk. B | 6. úroveň | 3. místo | Čtvrtfinále                           |               |
| 2011/12             | Středočeský meziokresní přebor – sk. B | 6. úroveň | 1. místo | Finálová skupina (1. místo)           |               |
| 2012/13             | Středočeský meziokresní přebor – sk. B | 6. úroveň | 1. místo | Zápas o 3. místo (výhra)              |               |
| 2013/14             | Středočeský meziokresní přebor – sk. B | 6. úroveň | 2. místo | Zápas o 3. místo (výhra)              | Reorganizace  |
| 2014/15             | Středočeský meziokresní přebor         | 6. úroveň | 3. místo |                                       |               |
| 2015/16             | Středočeský meziokresní přebor         | 6. úroveň | 2. místo |                                       |               |
| 2016/17             | Středočeský meziokresní přebor         | 6. úroveň | 1. místo |                                       |               |
| 2017/18             | Středočeský meziokresní přebor         | 6. úroveň | 5. místo |                                       |               |